# Pfaffenhofen (Kastl)
Pfaffenhofen ist ein Ortsteil des Marktes Kastl im oberpfälzer Landkreis Amberg-Sulzbach von Bayern.

## Lage
Das Kirchdorf liegt an der Lauterach, ca. 1,5 km westlich von Kastl. Der Ort liegt an der Bundesstraße B 299. Die Bahnstrecke Drahthammer–Lauterhofen, an welcher der Haltepunkt Pfaffenhofen (Oberpf) lag, ist stillgelegt.

## Geschichte
Pfaffenhofen (als Phaffenhouen) wird erstmals 1307 bei einem Vertrag zwischen König Albrecht und den Herzögen Ludwig und Rudolf genannt, in dem diese das „castrum Rosenberg“ und dazu „Svltzpach, Werdenstein, Phaffenhouen, Amertal castrum“ als Lehen erhalten. Über dem Ort thront die Schweppermannsburg (heute Stützpunkt des DAV Amberg).
In Pfaffenhofen hat ein Blechhammer bestanden, der vom Wasser der Lauterach angetrieben wurde. Zu diesem heißt es in einem Bericht des Johann German Barbing an den Kurfürst Ferdinand Maria vom 16. Januar 1666: „Pflegamt Pfaffenhofen. Zu Pf. ist früher ein Blechhammer gestanden und von Tobias Mahnlich bewohnt worden, wovon aber nicht das Geringste mehr vorhanden als ein Wohnhaus, so jetzt Tobias Steber besitzt, der die Hammerfelder anbaut, aber den Hammer aufzubauen hat er kein Vermögen.“
Pfaffenhofen wurde mit dem bayerischen Gemeindeedikt von 1818 eine selbständige Gemeinde mit den Teilorten
- Pfaffenhofen
- Hellberg
- Pattershofen
- Sankt Lampert
- Schlögelsmühle (seit 1. Juli 1972 bei Lauterhofen im Landkreis Neumarkt in der Oberpfalz)

Schloss Pfaffenhofen (= Schweppermannsburg) war noch bis 1825 Sitz des Landgerichts Kastl, das dann in das leerstehende Kloster Kastl umzog.
Im Zuge der Gebietsreform in Bayern wurde am 1. Mai 1978 die Gemeinde in den Markt Kastl eingegliedert.

## Persönlichkeiten
- Josef Hollweck (1854–1926), katholischer Priester, Theologe und Kirchenrechtler

## Baudenkmäler
- Schweppermannsburg
- Katholische Kuratiekirche St. Martin